# Kišobranasta jela
Kišobranasta jela (Japanska pršljenka, pršljenka, lat. Sciadopitys),  monotipski rod koji čini samostalnu porodicu Sciadopityaceae, red borolike. Jedina vrsta je Sciadopitys verticillata, japanska pršljenka ili Kišobranasta jela, zimzeleno crnogorično drvo čija je domovina japanski otoci Shikoku i Honshu. Smatra se da ova vrsta na zemlji živi već 230 milijuna godina i nema živih srodnika.
Deblo je promjera do 4 metra a nareste do 30 metara visine. Grane su joj kratke i horizontalne a krošnja uska, gusta i piramidalna. Odgovara joj plodno tlo i sjenovito mjesto, a otporna je na temperature do -25°C.
U Japanu se često sadi u predvorjima hramova.
Ime roda dolazi od grčkih riječi skias (sjena) i pitys (jela).

## Vanjske poveznice
|  | Zajednički poslužitelj ima još gradiva o temi Sciadopitys |
|  | Wikivrste imaju podatke o taksonu Sciadopitys             |